# 帕特里克·希克
帕特里克·希克（1996年1月24日—）是一名捷克職業足球員。現效力於德甲球隊勒沃库森、捷克國家足球隊，在場上的位置是前鋒。他在2020年歐洲國家盃的小組賽當中，對着蘇格蘭的一球半場吊射，更被評價為歐國盃史上其中一球經典入球。

## 俱樂部生涯

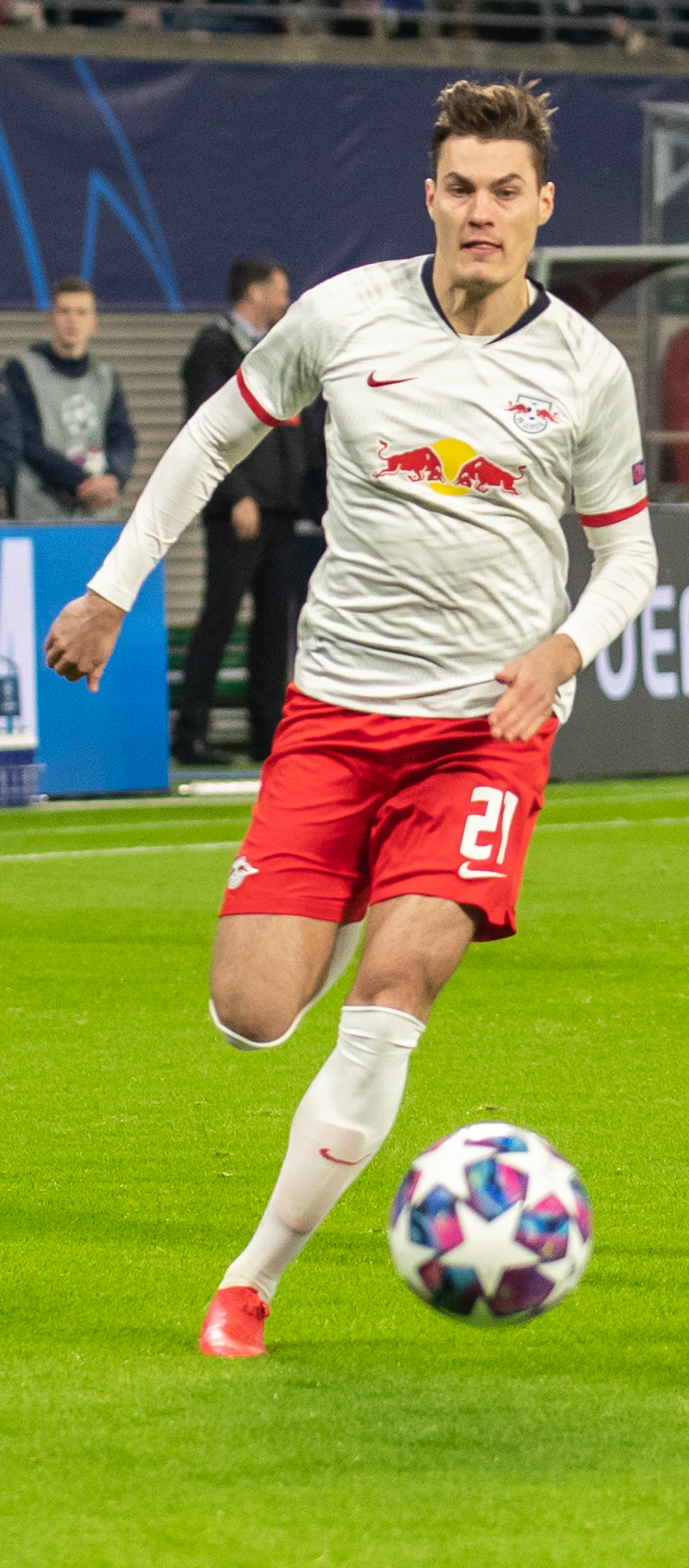
2020年其在歐洲足球冠軍聯賽上对阵托特纳姆热刺比赛时的照片

### 勒沃库森
2020年9月8日，希克與勒沃库森簽訂了一份為期五年的合約，據稱轉會費為2650萬歐元，外加獎金。
2021年12月4日，希克在球隊以7-1擊敗福爾特的比賽中打入4個進球，達成大四喜。

## 國家隊生涯

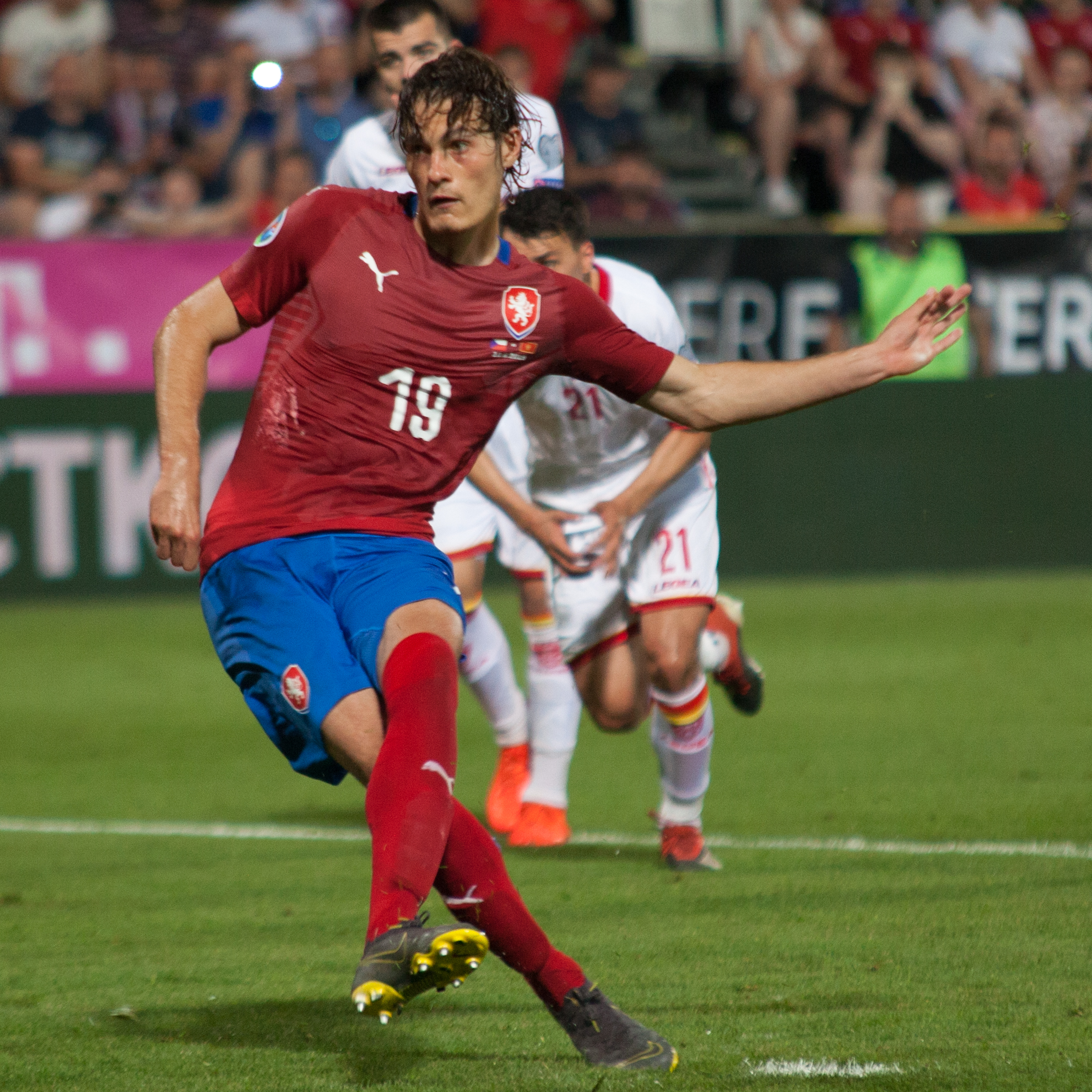
帕特里克·希克 (Patrik Schick) 在 2020 年歐洲盃預選賽捷克共和國-黑山比賽中的照片

2016年5月27日，希克在對陣馬爾他的友誼賽中首次代表捷克國家足球隊出場。希克在同一場比賽中攻入了他在國家隊的首個進球，幫助球隊以6-0獲勝。
2021年6月14日，希克在格拉斯哥漢普頓公園球場舉行的2020年歐洲國家盃小組賽對陣蘇格蘭的比賽中梅開二度，其中包括一球中場線附近的長距離進球，協助捷克隊以2-0獲勝。這次進球是自1980年以來歐洲國家盃上最長的進球記錄，長達49.7公尺。蘇格蘭守門員大衛·馬歇爾成為進球背景板。
而且，他在2020年歐洲國家盃小組賽對陣克羅地亞的賽事中射入點球，最後雙方打成平手，1-1完埸。同時，他包辦了捷克隊於小組賽的所有入球。2021年6月27日，希克在對陣荷蘭的16強賽打進了他在捷克2020年歐洲國家盃正賽的第四個進球，帶領球隊晉級八強。和希克都是2020年歐洲國家盃最佳射手（5個進球），但因C羅多一次助攻，希克因而獲得銀靴獎。

## 個人生活
2020年7月，希克與相戀多年的女友哈娜‧貝洪科娃結婚。他們育有一女一子，分別於2020年10月和2021年出生。

## 榮譽

### 球會
布拉格斯巴達
- 捷克足球甲级联赛冠軍：2013–14賽季
- 捷克盃冠軍：2013–14賽季
- 捷克超級盃冠軍：2014年

 拜耳勒沃库森
- 德国足球甲级联赛冠軍：2023–24[11]
- 德国足协杯冠軍：2023–24[12]
- 德國超級盃冠軍：2024[13]

### 國家隊
捷克
- 中國盃季軍：2018年

### 個人
- 捷克年度最佳人才：2016
- 歐洲國家盃神射手：2020[14]
- 捷克足球先生：2021、2022
- 捷克金球獎：2022[15]

## 外部連結
- Patrik Schick （页面存档备份，存于） official international statistics
- Soccerway資料庫：帕特里克·希克